# Bruno Maurizi
Bruno Maurizi (Montebelluna, 8 maggio 1923 – ...) è stato un calciatore italiano, di ruolo portiere.

## Carriera
Prima della seconda guerra mondiale disputa tre campionati in Serie C con la Falck di Sesto San Giovanni.
Nel dopoguerra debutta in Serie B con la Pro Sesto nella stagione 1945-1946, disputando cinque campionati cadetti per un totale di 122 presenze e chiude la carriera nel Magenta in Serie C nella stagione 1950-1951.